# Cistus matritensis
Cistus matritensis är en solvändeväxtart som beskrevs av C. Carazo Roman, M.J. Jiménez Albarrán. Cistus matritensis ingår i släktet Cistus och familjen solvändeväxter. Inga underarter finns listade i Catalogue of Life.